# Sky Rock
Der Sky Rock ist ein 3 m hoher Klippenfelsen vor der Nordküste Südgeorgiens. Er markiert den südlichen Ausläufer der Welcome Islands.
Wissenschaftler der britischen Discovery Investigations kartierten und benannten ihn 1930. Der weitere Benennungshintergrund ist nicht überliefert.